# Morgan County (Colorado)
Das Morgan County ist ein County im Bundesstaat Colorado der Vereinigten Staaten. Der Verwaltungssitz (County Seat) ist in Fort Morgan.

## Geographie
Das County liegt im Nordosten Colorados. Seine Form ist annähernd quadratisch.
Es ist von den Countys Weld, Logan, Washington und Adams umgeben.

## Geschichte
Das Morgan County wurde 1889 aus dem Weld County gelöst. Der Name des Morgan County stammt vom Verwaltungssitz des Countys (Fort Morgan). Durch das County führt die Interstate 76 von Denver nach Nebraska. Der South Platte River durchzieht das County.

## Demografische Daten
Nach der Volkszählung im Jahr 2000 lebten im County 27.171 Menschen. Es gab 9539 Haushalte und 6973 Familien. Die Bevölkerungsdichte betrug 8 Einwohner pro Quadratkilometer. Ethnisch betrachtet setzte sich die Bevölkerung zusammen aus 79,65 Prozent Weißen, 0,33 Prozent Afroamerikanern, 0,81 Prozent amerikanischen Ureinwohnern, 0,17 Prozent Asiaten, 0,17 Prozent Bewohnern aus dem pazifischen Inselraum und 16,37 Prozent aus anderen ethnischen Gruppen; 2,48 Prozent stammten von zwei oder mehr Ethnien ab. 31,18 Prozent der Gesamtbevölkerung waren spanischer oder lateinamerikanischer Abstammung.
Von den 9539 Haushalten hatten 37,9 Prozent Kinder und Jugendliche unter 18 Jahre, die bei ihnen lebten. 59,7 Prozent waren verheiratete, zusammenlebende Paare, 9,0 Prozent waren allein erziehende Mütter. 26,9 Prozent waren keine Familien. 23,0 Prozent waren Singlehaushalte und in 10,9 Prozent lebten Menschen im Alter von 65 Jahren oder darüber. Die Durchschnittshaushaltsgröße betrug 2,80 und die durchschnittliche Familiengröße lag bei 3,29 Personen.
Auf das gesamte County bezogen setzte sich die Bevölkerung zusammen aus 30,4 Prozent Einwohnern unter 18 Jahren, 8,5 Prozent zwischen 18 und 24 Jahren, 28,2 Prozent zwischen 25 und 44 Jahren, 19,8 Prozent zwischen 45 und 64 Jahren und 13,0 Prozent waren 65 Jahre alt oder darüber. Das Durchschnittsalter betrug 34 Jahre. Auf 100 weibliche Personen kamen 100,4 männliche Personen, auf 100 Frauen im Alter ab 18 Jahren kamen statistisch 98,3 Männer.
Das jährliche Durchschnittseinkommen eines Haushalts betrug 34.568 USD, das Durchschnittseinkommen der Familien betrug 39.102 USD. Männer hatten ein Durchschnittseinkommen von 27.361 USD, Frauen 21.524 USD. Das Prokopfeinkommen betrug 15.492 USD. 12,4 Prozent der Bevölkerung und 8,5 Prozent der Familien lebten unterhalb der Armutsgrenze. Darunter waren 15,3 Prozent der Bevölkerung unter 18 Jahren und 9,5 Prozent der Einwohner ab 65 Jahren.

## Sehenswürdigkeiten

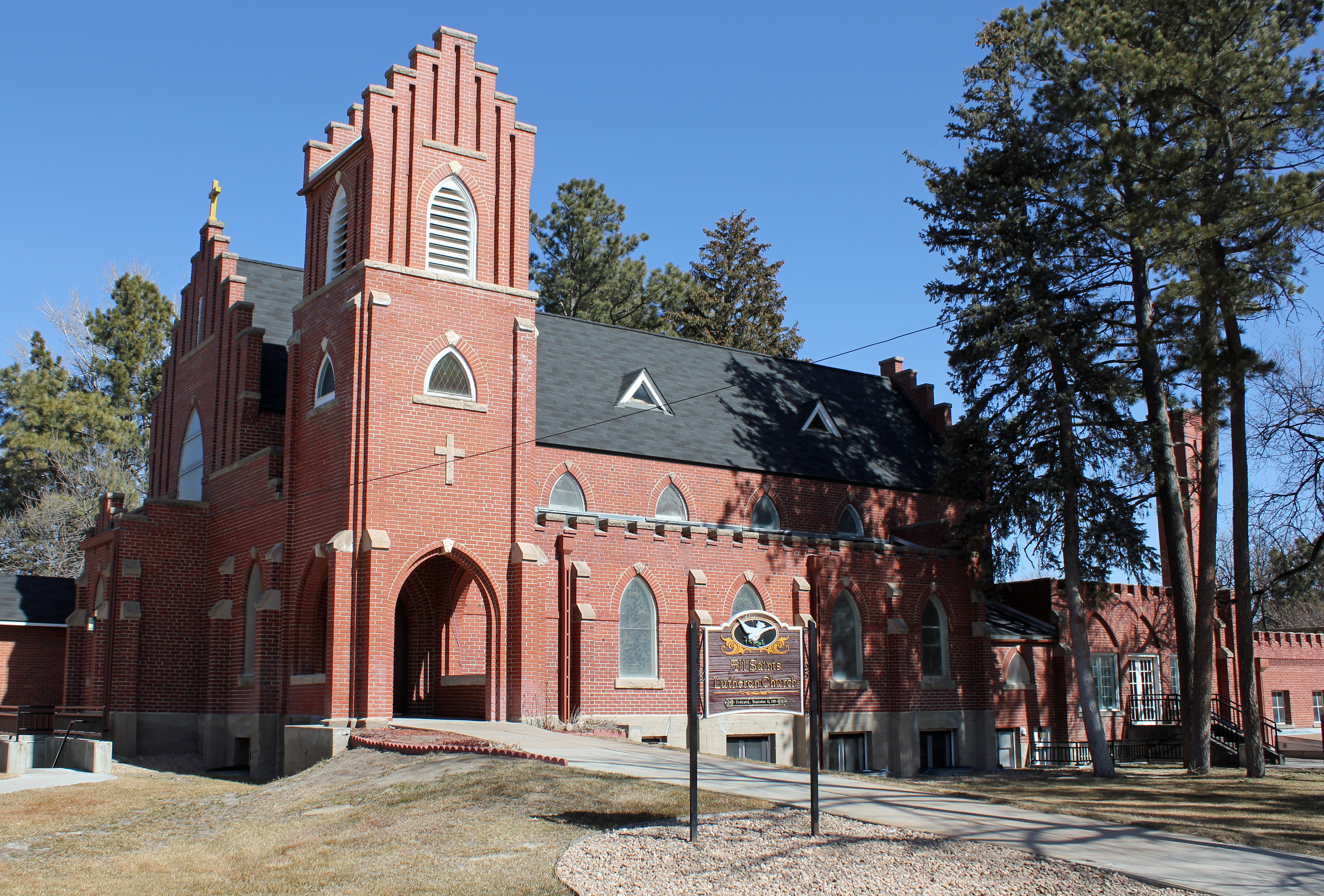
All Saints Church of Eben Ezer (2011). Diese 1916 entstandene Kirche deutschamerikanischer Lutheraner wurde im Juni 1982 als erstes Objekt des County im NRHP eingetragen.

16 Bauwerke, Stätten und historische Bezirke (Historic Districts) im Montrose County sind im National Register of Historic Places („Nationales Verzeichnis historischer Orte“; NRHP) eingetragen (Stand 19. September 2022), darunter vier Kirchen, vier Schulen und das Gerichts- und Verwaltungsgebäude des County.

## Orte im Morgan County
- Adena
- Balzac
- Brush
- Camden
- Cooper
- Dodd
- Fort Morgan
- Gary
- Goodrich
- Hillrose
- Hoyt
- Hurley
- Lamb
- Lodi
- Log Lane Village
- Moseley
- Nelson
- Ninemile Corner
- Orchard
- Snyder
- Union
- Weldona
- Wiggins